# Milan Indoor 2005
Il Milan Indoor 2005 è stato un torneo di tennis giocato sul sintetico indoor. È stata la 28ª e ultima edizione del  Milan Indoor e faceva parte della categoria International Series nell'ambito dell'ATP Tour 2005.
Si è giocato a Milano, Italia, dal 31 gennaio al 6 febbraio 2005.

## Campioni

### Singolare
Robin Söderling ha battuto in finale  Radek Štěpánek con il punteggio di 6–3, 6(2)–7, 7–6(5)

### Doppio
Daniele Bracciali /  Giorgio Galimberti hanno battuto in finale  Arnaud Clément /  Jean-François Bachelot con il punteggio di 6(8)–7, 7–6(6), 6–4